# Brañuelas
Brañuelas es una pedanía del municipio de Villagatón en la provincia de León, comunidad autónoma de Castilla y León, en España.

## Localización
Se encuentra situado a 1.090 metros de altitud, en la cima del puerto de Manzanal, en La Cepeda.

## Población y actividad económica
En la actualidad cuenta con 408 habitantes, aunque en otros tiempos llegó a la cifra de 3.000, especialmente en la época en que era nudo ferroviario y término de transporte de carbón.
Posteriormente fue la última parada y límite de los ferrocarriles españoles hacia el Noroeste, hasta que finalmente se consiguió construir el Túnel del lazo, una obra de ingeniería famosa en su tiempo, y prolongar la vía férrea hasta Galicia.
De Brañuelas partían miles y miles de toneladas de carbón hacia el resto de España, y de aquella época de gran actividad minera e industrial quedan aún grandes y espléndidos edificios y varios kilómetros de muelles de carga ferroviarios.
Actualmente el pueblo se dedica a la ganadería y a la agricultura, aunque quedan vestigios de actividad minera e industrial. Dentro del sector servicios, existe una residencia de personas mayores con 28 plazas.

## Transportes
Ferrocarril
La estación de Brañuelas tuvo mucha importancia tanto en el siglo XIX como en el XX por ser el punto de inicio de la conocida como 'Rampa de Brañuelas' además de un importante cargadero de carbón. En la actualidad ha perdido esta importancia, y en ella efectúan parada trenes de Media Distancia.

## Equipamiento cultural

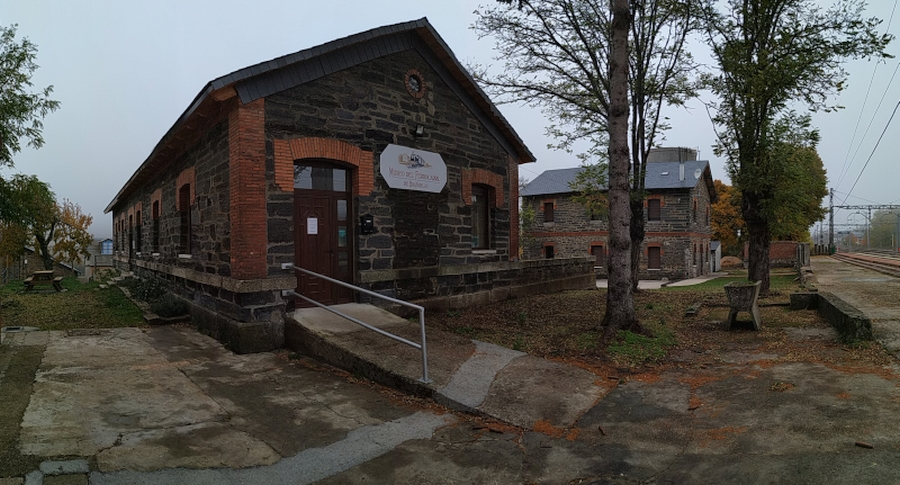
Museo del Ferrocarril de Brañuelas

Brañuelas cuenta, desde agosto de 2017, con un museo, el  Museo del ferrocarril, transporte, comunicaciones y minería de Brañuelas, destinado a recuperar, conservar y promover el patrimonio ferroviario y minero de la localidad. 